# 宗義方
宗義方（日语：／ Sō Yoshimichi，1684年3月5日—1718年9月28日），日本江戶時代初期至中期的大名、對馬府中藩第5代藩主。
宗義方是第3代藩主宗義真的第四子，初名真氏。兄長宗義倫被立為繼承人後，他開始使用村岡姓。後來，父親將對馬國的根緒村賜給他作領地，改用根緒氏。
1694年（元祿7年），第4代藩主宗義倫去世，他以養子的身份繼承家督之位，改名宗義方。村岡氏則由宗義方的第三子如喬繼承家統。
宗義方繼承家督之位的時候年幼，由父親義真掌握實權。1702年（元祿15年）父親去世後他才開始掌握藩政。當時對馬藩因貿易不振、銀山產量下降而陷入財政困窘狀態。他於1705年（寳永2年）發佈儉約令，但效果不佳。1711年（正德元年），因德川家宣就任幕府將軍，朝鮮向日本派出通信使表示祝賀。因對馬藩接待的功勞，幕府將肥前田代1560石加增給對馬藩，至此對馬藩實高13300石。
1718年（享保3年）去世，其弟宗義誠繼位。